# Egzekutor (film 1996)
Egzekutor (ang. Eraser) – film z 1996 roku w reżyserii Chucka Russella.

## Fabuła
John Kruger jest agentem specjalnym działającym w Programie Ochrony Świadków. Dr. Lee Cullen, po tym, jak odkrywa spisek w Departamencie Obrony, zostaje objęta ochroną Krugera.

## Obsada
- Arnold Schwarzenegger – John Kruger
- Vanessa Williams – Lee Cullen
- James Caan – Robert Deguerin
- James Coburn – Arthur Beller
- James Cromwell – William Donohue
- Andy Romano – Daniel Harper
- Robert Pastorelli – Johnny Casteleone